# Distrikt San Martín de Porres
Der Distrikt San Martín de Porres ist einer der 43 Stadtbezirke der Region Lima Metropolitana in Peru. Er hat eine Fläche von 36,91 km². Beim Zensus 2017 wurden 654.083 Einwohner gezählt. Im Jahr 1993 lag die Einwohnerzahl bei 380.384, im Jahr 2007 bei 579.561. Der Distrikt wurde am 22. Mai 1950 gegründet. Die Distriktverwaltung liegt auf einer Höhe von 123 m. Die Nationalstraße 1N (Panamericana) führt durch den Südosten des Distrikts.

## Geographische Lage
Der Distrikt San Martín de Porres liegt 3,4 km westnordwestlich vom Stadtzentrum von Lima. Er hat eine Längsausdehnung in Nord-Süd-Richtung von 11 km sowie eine maximale Breite von 5,6 km. Der Distrikt wird im Norden vom Río Chillón, im Süden vom Río Rímac begrenzt. Er grenzt im Norden an die Distrikte Ventanilla (Provinz Callao) und Puente Piedra, im Osten an die Distrikte Los Olivos,  Independencia und Rímac, im Süden an den Distrikt Lima (Cercado de Lima) sowie im Westen an die Distrikte Carmen de la Legua-Reynoso und Callao (beide in der Provinz Callao).